# Damaskije
Damaskije ili Damaskios (grč. Δαμάσκιος, lat. Damascius) (Damask, o. 470. – Atena, o. 550.), grčki neoplatoničarski filozof i posljednji upravitelj platonske akademije u Ateni, koju je 529. godine ukinuo bizantski car Justinijan.
Rodio se u Damasku, u Siriji u poganskoj obitelji. Pred carskim progonom, sklonio se u Perziju, na dvor kralja Hozroja I., a kasnije se vratio u Grčku. Učenjem o prvom principu (Jedno), koji ljudski um ne može dokučiti niti shvatiti, njegov odnos prema stvarnosti otvorio je put prema misticizmu.
Osim vlastitih radova, pisao je i komentare Platonovih djela. Glavna sačuvana djela su mu Nedoumice i rješenja u vezi s počelima i Životopis Izidorov.